# فيران أدريان
فيران أدريان (بالإسبانية: Ferran Adrià)‏ هو كاتب وطباخ وشخصية أعمال وطاهي إسباني، ولد في 14 مايو 1962 في لوسبيتاليت دي يوبريغات في إسبانيا.

## وصلات خارجية
- فيران أدريان على موقع IMDb (الإنجليزية)
- فيران أدريان على موقع الموسوعة البريطانية (الإنجليزية)
- فيران أدريان على موقع مونزينجر (الألمانية)
- فيران أدريان على موقع ألو سيني (الفرنسية)
- فيران أدريان على موقع أول موفي (الإنجليزية)
- فيران أدريان على موقع إن إن دي بي (الإنجليزية)
- فيران أدريان على موقع ديسكوغز (الإنجليزية)
- فيران أدريان على موقع قاعدة بيانات الفيلم (الإنجليزية)
- فيران أدريان على موقع كينوبويسك (الروسية)